# Gorcumse Roei- en Zeilvereniging
De Gorcumse Roei- en Zeilvereniging  is een roeivereniging uit de Nederlandse stad Gorinchem.
De vereniging is vernoemd naar de plaats van vestiging, de stad Gorinchem aan de oever van de rivier de Merwede, de rivier de Linge en het Merwedekanaal. Ze is opgericht in 1924. De vereniging heeft circa 150 leden en is gevestigd midden in de stad op een schiereiland bij de Grote Merwedesluis, recht tegenover het NS station.